# Master of Puppets
Master of Puppets (укр. Керманич ляльок, Маніпулятор) — третій студійний альбом американського треш-метал гурту Metallica, що вийшов 3 березня 1986 року на лейблі Elektra Records. Останній альбом за участі бас-гітариста Кліффа Бертона, який загинув під час аварії у Швеції під час гастролей на підтримку альбому. Робота над платівкою відбувалася в Копенгагені в студії Sweet Silence Studios під керівництвом продюсера Флеммінга Расмуссена. Дістався 29-го місця в чарті Billboard і став першим альбомом у стилі треш-метал, який відзначився «платиновим» сертифікатом. Загалом продажі альбому в США становлять понад 6 мільйонів екземплярів.
Master of Puppets, отримавши визнання критиків, увійшов до багатьох рейтингів найкращих записів усіх часів, зокрема посів 167-ме місце в списку «500 найкращих альбомів усіх часів» за версією Rolling Stone. Низка публіцистів, зокрема поза металічною спільнотою, особливо відзначали такі компоненти платівки, як музичний драйв, віртуозність виконання і глибину політизованих текстів. Лонгплей вважають наріжною роботою гурту в 1980-х роках і одним з найвпливовіших альбомів хеві-металу. Критики називають його вихід однією з причин загального зростання інтересу публіки до цього напрямку. Багато музикантів записували кавер-версії на пісні з цього альбому, а також вийшло кілька триб'ютів. 2016 року запис відзначили як «культурно, історично, і естетично значущий» та внесли до Національного реєстру аудіозаписів Бібліотеки Конгресу США.
Дизайн обкладинки гурт розробив спільно з Пітером Меншом, а остаточне художнє оформлення здійснив Дон Бротігем. На ній зображене кладовище з білих хрестів, якими за допомогою ниток керує пара рук в криваво-червоному небі. Це передає лейтмотив альбому — маніпулювання людьми. Під час запису гурт багато експериментував і використовував досвід і напрацювання попередніх двох дисків, музиканти вдосконалювали й індивідуальну майстерність. Замість видання синглу або кліпу для просування Master of Puppets, Metallica вирушила у п'ятимісячний тур по США, виступаючи «на розігріві» в Оззі Осборна. Європейський етап довелося скасувати через смерть Бертона у вересні 1986 року і гурт повернувся додому для прослуховування нового басиста, яким зрештою став Джейсон Ньюстед. 2006 року Metallica відмітила 20-ту річницю альбому, виконавши його повністю. 
Пісня зустрічається у серіалі "Дивні Дива" в 4 сезоні. Пісню виконує головний герой Едді Мансон

## Передісторія
Записавши в 1983 році дебютний альбом Kill 'Em All, гурт Metallica заклав основу для зародження жанру треш-метал з його агресивною музикою і повними жовчі текстами. Успіх платівки оживив американську андеграундну сцену, у гурту з'явилися послідовники, які почали записувати матеріал у подібному стилі. Другий диск Metallica, Ride the Lightning, розширив кордони жанру — тексти пісень стали глибшими, а звучання покращилося завдяки зростанню якості продюсування. Цей альбом привернув увагу представника великої четвірки лейблів Elektra Records Майкла Алаго, який уклав з гуртом угоду на вісім альбомів прямо під час турне на підтримку Ride the Lightning — восени 1984 року. 19 листопада диск перевийшов на лейблі Elektra, після чого гурт почав виступати на фестивалях і більших концертних майданчиках. Музиканти гастролювали залишок 1984 року, а також три квартали 1985-го. У цей період місце їх менеджера Джона Зазули зайняли Кліфф Бернстайн і Пітер Менш з агентства Q Prime. Влітку музиканти виступили на фестивалі Monsters of Rock разом з гуртами Bon Jovi і Ratt. Концерт проходив в англійському графстві Лестершир поблизу замку Донінгтон-Касл перед 70 тисячами глядачів. Зростальна популярність спонукала гурт узятися за запис альбому, який справить більше враження на аудиторію і критиків. Музиканти почали складати новий матеріал в середині 1985 року, барабанщик Ларс Ульріх і вокаліст Джеймс Гетфілд стали першими авторами пісень майбутнього альбому, якому на той момент уже придумали назву — Master of Puppets (укр. лялькар). Удвох, у гаражі міста Ель Серріто, Каліфорнія), вони написали чорнові варіанти двох пісень, після чого запросили на репетицію інших учасників гурту — басиста Кліфф Бертона і гітариста Кірка Гемметта. За словами Гетфілда і Ульріха процес створення пісень починався з гітарних рифів, які вони з'єднували то так, то інакше «поки ті не звучать як пісня». Після цього група придумувала назву пісні та її тему, і Хетфілд складав текст, який відповідав її назві. Master of Puppets був першим альбомом Metallica, який не містив жодного внеску від колишнього гітариста — Дейва Мастейна. Сам Мастейн претендував на співавторство пісні «Leper Messiah», яка ґрунтувалась на старому трекові гурту «The Hills Ran Red». Гурт заперечував це, втім визнаючи, що під час створення цієї пісні використано деякі ідеї колишнього гітариста.

## Запис
Музикантів не влаштували акустичні можливості американських студій, запропонованих їхніми менеджерами, тому вони вирішили записувати альбом на батьківщині Ульріха — в Данії. Щоб диск вийшов технічнішим і більш новаторським, музиканти вирішили підвищити свою кваліфікацію — Ульріх брав додаткові уроки гри на ударних, а Гемметт відточував майстерність з Джо Сатріані, відомим гітаристом-віртуозом. Ульріх хотів запросити на місце продюсера альбому Гедді Лі — басиста і вокаліста канадського гурту Rush, — однак цю ідею не вдалося здійснити через нестикування робочих графіків. У підсумку гурт розпочав запис з Флемінгом Расмуссеном у копенгагенській студії Sweet Silence Studios. Сесії проходили в період з 1 вересня до 27 грудня 1985 року, при цьому остаточні варіанти всіх пісень, окрім «Orion» і «The Thing That Should Not Be», були написані ще до прибуття музикантів у Данію. Пізніше Расмуссен розповідав, що гурт мав на руках добре підготовлений матеріал і в студії вносилися тільки мінімальні виправлення. Запис зайняв більше часу, ніж попередній альбом, оскільки амбіції музикантів та їх прагнення до ідеального звучання зросли. Вони уникали зглаженого продюсуванням звуку і синтезаторів, характерних для альбомів, випущених в цей період найвідомішими колегами — Bon Jovi, Iron Maiden і Judas Priest. Попри репутацію «пияк», члени гурту не вживали алкоголю в дні записів. Пізніше Гемметт згадував, що вони «просто записували черговий альбом» і «поняття не мали, що їх запис матиме такий величезний вплив». Проте, за його словами, у той час гурт тільки «виходив на пік [своїх можливостей]», і альбом мав «звук команди, яка тільки по-справжньому притирається, по-справжньому вчиться як працювати разом».
Расмуссену і Metallica не вдалося завершити мікшування в заплановані строки. Тому в січні 1986 року відправили майстер-стрічки Міхаелю Вагенеру, який завершив зведення альбому самостійно. Дизайн обкладинки музиканти розробили спільно з Пітером Меншем, а в кольорі його втілив художник Дон Бротігем. На малюнку зображений цвинтар, заповнений білими надгробними хрестами на тлі криваво-червоного неба, хрести з'єднані нитками з простягнутою над ними парою рук. За словами Ульріха, це віддзеркалювало зміст альбому — тематику маніпулювання на рівні підсвідомості. 2008 року авторський примірник обкладинки був проданий на аукціоні за 28 тисяч доларів. Музиканти спародіювати наклейку «Parental Advisory» громадської організації PMRC, розмістивши на обкладинці таке попередження: «Єдиний трек з цього альбому, який вам, можливо, не варто слухати — це „Damage, Inc.“, через багаторазове вживання горезвісного слова на літеру „F“. Крім цього, ніде на диску немає жодних shits', 'fucks', 'pisses', 'cunts', 'motherfuckers', або 'cocksuckers'». Під час запису гурт використовував таке музичне обладнання: Гемметт — чорні гітари Gibson Flying V 1974 року, Jackson Randy Rhoads і Fernandes Stratocaster на прізвисько «Една»; Гетфілд — Jackson King V з підсилювачем Mesa Boogie Mark C+; Бертон — бас-гітару Aria Pro II SB1000 з підсилювачем Mesa Boogie; а Ульріх — ударну установку фірми Tama з малими барабанами серії S. L. P. Black Brass, які йому позичив ударник гурту Def Leppard Рік Аллен.

## Музика і тематика текстів
Для Master of Puppets характерні динамічна музика і багатошарові аранжування. Гурт продемонстрував зріліший підхід до написання пісень, ускладнивши їх структуру і техніку виконання в порівнянні з матеріалом своїх перших альбомів. Як і на Ride the Lightning, на Master of Puppets треки йдуть у певній послідовності: обидва відкриваються швидкою піснею з акустичним вступом, за якою йде довга заголовна композиція, а на четвертому місці в списку треків перебуває балада. Однак, хоча ці альбоми мають схожу структуру, музика Master of Puppets глибша і епічніша, виділяючись складними ритмами і філігранними гітарними соло. За словами музичного критика Джоела Макайвера, Master of Puppets задав нову планку важкості і складності в треш-металі, продемонструвавши атмосферні, ювелірно виконані композиції. Вокал Гетфілда еволюціював від хрипкого крику перших двох альбомів до глибшого, впевненішого, але все ж агресивного стилю. Тематика пісень лонгплею зачіпає питання контролю та зловживання владою. Тексти описують наслідки відчуження, утисків і почуття безпорадності. На думку журналіста Раяна Мура, ці пісні описують «зловісні, але безіменні сили, які встановили повний контроль на безпомічними індивідами». У свою чергу, письменник Брок Геландер визнав тексти проникливими і болісними, і похвалив їх за чесність та соціальну свідомість. Відзначаючи епічність запису, оглядач BBC Імонн Стек заявив, що «на цьому етапі кар'єри гурт не стільки складав пісні, скільки розповідав історії». Класичну музичну освіту Бертона і його розуміння гармонії дуже сприяли складанню композицій та аранжуванням.
- «Battery» присвячена людському гніву, її назва відсилає до терміну «assault and battery» (укр. рукоприкладство). На думку деяких критиків, назва пісні означає артилерійську батарею, і вони інтерпретують її як епос про військову тактику від імені агресора, який уособлює руйнування. Композиція починається з багатошарових пасажів на акустичних гітарах в басовому діапазоні, до яких потім додається «стіна» спотворених електрогітар. Після цього мелодія переростає в швидкі, агресивні рифи з галопуючим ритмом і пауер-акордами, що переходять в спотворені мінорні терції. Хетфілд склав цей риф, імпровізуючи під час відпочинку в Лондоні.
- «Master of Puppets» складається з декількох рифів з непарним розміром і чистої секції в середині для мелодійного гітарного соло. Структурно композиція нагадує трек «The Four Horsemen» з першого альбому гурту: два послідовних куплети з приспівом змінюються довгою інтерлюдією, яка переходить у ще одну зв'язку куплет/приспів[20]. Початкова і передкуплетна секції містять швидкі спадні хроматичні рифи в темпі 220 ударів на хвилину. Постійний і точний восьминотний риф, що звучить в перших куплетах, стає інтенсивнішим, перетворюючись на розмір 58 з наголосом на четвертій долі. Після другого приспіву йде довга інтерлюдія, що починається з чистого арпеджіо, на тлі якого звучить мелодійне соло Гетфілда; поступово рифи стають спотворенішими і важчими, потім вступає Гемметт з віртуознішим соло, після нього пісня повертається до основного куплету. У фіналі треку звучить зловісний сміх. який поступово затихає. Пісня розповідає про залежність від кокаїну, цю тему на той час вважали табу.
- «The Thing That Should Not Be». Сюжет пісні навіяний творами Говарда Лавкрафта про Ктулху і зокрема повістю «Тінь над Іннсмутом», головний герой якої бореться проти потойбічних сил. Її вважають найважчою композицією альбому. Згідно із задумом музикантів, її основний риф повинен передавати рев чудовиська, що повзе до моря. Звучання пісні - знижений гітарний лад, що створює тягучу і депресивну атмосферу - показує вплив музики Black Sabbath.
- «Welcome Home (Sanitarium)». Зміст четвертого треку натхненний романом Кена Кізі «Над зозулиним гніздом» і розповідає про почуття пацієнта, якого несправедливо помістили в психіатричну лікарню. Композицію відкривають чисті поодинокі гітарні ноти та флажолети. Арпеджіо основного риффу виконується по черзі в розмірах 44 та 64. Структура пісні являє собою чергування чистого гітарного звучання в куплетах і перекручених, важких рифів у приспівах, з агресивним крещендо у фіналі пісні. Аналогічна структура фігурувала в пісні «Fade to Black» (Ride the Lightning), а пізніше вона її використали в композиції «One» (...And Justice for All).
- «Disposable Heroes» — антивоєнна пісня про молодого солдата, чия доля перебуває в руках начальства. Темп пісні дорівнює 220 ударів на хвилину, що робить її однією з найдинамічніших композицій альбому. Гітарні пасажі наприкінці кожного куплету відсилають, за задумом Гемметта, до музики з військових фільмів.
- «Leper Messiah». Багата синкопованими рифами пісня підносилася групою як виклик лицемірству телеєвангелізм, який набирав популярність у 1980-х роках. Пісня описує як люди добровільно стають сліпими релігійними фанатиками, які бездумно виконують будь-які накази[21]. Назву «Leper Messiah» взято з тексту пісні Девіда Бові «Ziggy Stardust». В її мелодії звучать середньотемпові (136 ударів на хвилину) рифи, які в приспіві змінюються низхідним хроматичним рифом; мелодія досягає свого апогею в середині пісні — її темп зростає до 184 ударів на хвилину. Кульмінацією цього динамічного сегмента служить фінал у вигляді восьми вигуків «Lie!» (укр. «Брехня!»), останній з яких переходить у спотворений крик.
- «Orion». Сьомий трек являє собою багаточастинну інструментальну композицію, яка підкреслює гру Бертона на гітарі. Вона починається з басової секції, пропущеної через ефекти таким чином, щоб нагадувати оркестрове звучання. У центральній частині треку звучать середньотемпові гітарні рифи і соло на бас-гітарі. У фіналі темп композиції прискорюється, після чого музика плавно затихає. Кліфф Бертон аранжував центральну частину, яка містить його похмуру басову партію і багаточастинні гітарні гармонії.
- «Damage, Inc.». Тематика фінальної композиції стосується проблеми безглуздого насильства і безадресних репресій[22]. Її мелодія починається серією зворотних акордів Бертона[ком. 4], заснованих на хоральній прелюдії Баха «Komm, süßer Tod, komm selge Ruh»[en]. Після цього прискорюється ритм пісні і починає звучати басовий гітарний риф у тональності мі-мажор, за словами Гемметта натхненний музикою гурту Deep Purple.

## Відгуки критиків
Master of Puppets вийшов 3 березня 1986 року. Він дебютував в чарті Billboard 200 29 березня на 128-й сходинці і протримався в ньому 72 тижні, діставшись 29-го місця. Цей запис став першим диском Metallica, який приніс команді «золотий» сертифікат, причому 300 тисяч копій було продано упродовж перших трьох тижнів. Попри те, що гурт практично не просував альбом на радіо та телебаченні (в його підтримку вийшов лише один сингл, кліпи були відсутні зовсім), тираж лонгплею за перший рік становив понад 500 тисяч примірників. До 2010 року його продажі в США досягли шести мільйонів копій, причому п'ять з них реалізовано між 1991 та 2009 роками, на хвилі популярності гурту. На міжнародній арені альбом мав менший успіх, діставшись лише Top-40 німецьких і швейцарських чартів у рік виходу. 2004 року він досягнув кращих міжнародних показників — Top-10 хіт-параду Фінляндії і Top-15 Швеції. 2008 року лонгплей відзначився в Top-40 австралійських і норвезьких чартів. Master of Puppets отримав статус шестиразово «платинового» диска в Канаді та «золотого» у Великій Британії — 600 тисяч і 100 тисяч примірників відповідно
.
Master of Puppets отримав схвальні відгуки від музичної преси. Критики, зокрема й ті, що не спеціалізуються на метал-жанрах, визнавали лонгплей шедевром, а деякі з них навіть називали його найкращим альбомом хеві-металу. Тім Холмс з Rolling Stone стверджував, що, записавши цей диск з його технічною майстерністю і філігранністю виконання (яке він називає «звуком всесвітньої параної»), гурт перевизначив увесь жанр. У журналі Kerrang!  писали, що Master of Puppets «нарешті вивів Metallica у вищу лігу, де їм саме місце». З іншого боку, оглядач журналу Spin Джадж Ай-Ранкін залишився розчарований записом, нарікаючи, що, хоча якість продюсування на високому рівні, а експерименти гурту вище всяких похвал, творці альбому відмовляються від менш «інтелектуального» підходу, продемонстрованого в Kill 'Em All, на користь політизованого стилю гурту MDC, але не здатні робити це послідовно. Особливо відзначали внесок Кліффа Бертона; так, на думку публіциста Тома Кінга, Metallica досягла «неймовірних» висот у складанні пісень, зокрема й завдяки внеску басиста в цей процес.
Ретроспективні оцінки витримані в схожих захоплених тонах. Так, оглядач порталу AllMusic Стів Г'юї розцінював Master of Puppets як найкращий диск Metallica, відзначаючи, що, хоча він не був настільки ж проривним, як Ride the Lightning, в музичному та тематичному плані новий альбом виглядав ціліснішим. Грег Кіт з Чикаго Триб'юн заявив, що в альбом увійшли найбільш жорсткі пісні гурту до того часу, попри деяке відхилення в бік прогресивного стилю гурту Rush. Едрієн Бегран з PopMatters похвалив платівку, назвавши її «металевої версією стіни звуку Філа Спектора» і нарікаючи, що жоден з наступних альбомів групи не зміг досягти тієї ж пристрасності і глибини. Оглядач Бі-бі-сі» Імон Стек назвав лонгплей «важким, швидким, розумним роком», порівнявши його пісні з історіями «біблійних масштабів». У свою чергу, Джеррі Юїнг з журналу Classic Rock поставив платівці 5/5 (єдиний найвищий бал, поряд з диском The Black Album), написавши: «Ще одне зібрання бездоганних рок-композицій на кшталт «Disposable Heroes», «Damage Inc.», «The Thing That Should Not Be», але і вони тьмяніють перед голосною «Battery», зловісної «Welcome Home (Sanitarium)» і оглушливим заголовним треком». Канадський журналіст Мартін Попофф заявив, що не слід розцінювати Master of Puppets як переосмислення або розвиток ідей Ride the Lightning, хоча обидва альбоми створюють схожий за силою ефект. За стриманішою оцінкою Роберта Крістгау, попри те, що енергія гурту і його політичні погляди гідні поваги, герой-революціонер в розумінні її членів — не більш ніж кліше, по суті являє собою «сексиста, занадто недосвідченого, щоб бути обережним».

## Турне
Замість того, щоб знімати відео або випускати сингли, гурт вирішив зробити ставку на щільний гастрольний тур. У період з березня по серпень 1986 року музиканти гастролювали на розігріві в Оззі Осборна. Для Metallica це було перше турне, в ході якого вони виступали на стадіонах. Під час гастролей музикантам подобалося «розігріватися» рифами Black Sabbath на саундчеках, але Осборн сприймав це як знущання над ним. Проте пізніше Ульріх заявив, що для них було за честь виступати з таким іменитим музикантом і Осборн ставився до них добре. Деякі ЗМІ, які висвітлювали тур, дорікали музикантам за зловживання спиртним під час гастролей, нагородивши їх прізвиськом «Alcoholica». У відповідь на це музиканти стали одягати футболки з написом «Alcoholica/Drank 'Em All». Зазвичай група виконувала 45-хвилинну програму, часто виходячи ще й «на біс». За словами Ульріха, публіка з мегаполісів у той час вже була знайома з їхньою творчістю, на відміну від аудиторії в маленьких містах: «У провінції люди не знали, хто ми такі і що з себе являємо. Але після 45-50-хвилинного сету ми могли стверджувати, що завоювали їх серця. Люди, які приїжджали послухати Оззі, поверталися додому фанатами Metallica». Підкоривши фанатів Осборна, гурт поступово почав створювати свою армію шанувальників серед мейнстрімовий публіки.
Однак гастролі були затьмарені спочатку травмою, а потім і трагедією. У середині турне Гетфілд зламав кисть, катаючись на скейтборді. У зв'язку з цим кілька концертів замість нього відіграв його гітарний технік — Джон Маршалл (сам у майбутньому гітарист треш-метал гурту Metal Church). Другий етап європейської частини турне Damage, Inc. Tour почався з концертів у Великій Британії та Ірландії, де на розігріві у Metallica виступав гурт Anthrax, потім продовжився в Скандинавії. Вранці 27 вересня група їхала зі Стокгольма в Копенгаген на гастрольному автобусі, який через сильну ожеледицю перекинувся. Бертон вилетів через вікно і загинув миттєво. Водій стверджував, що автобус перекинувся на смузі ожеледиці, яку важко розгледіти, але Гетфілд цю версію так ніколи і не визнав. Водій потрапив під суд за звинуваченням у ненавмисному вбивстві, але не був засуджений. Після повернення до Сан-Франциско на зміну Бертону вирішили запросити Джейсона Ньюстеда — бас-гітариста Flotsam and Jetsam. Багато пісень, які увійшли в наступний альбом гурту, були складені за участю Бертона.

### Концертні виконання

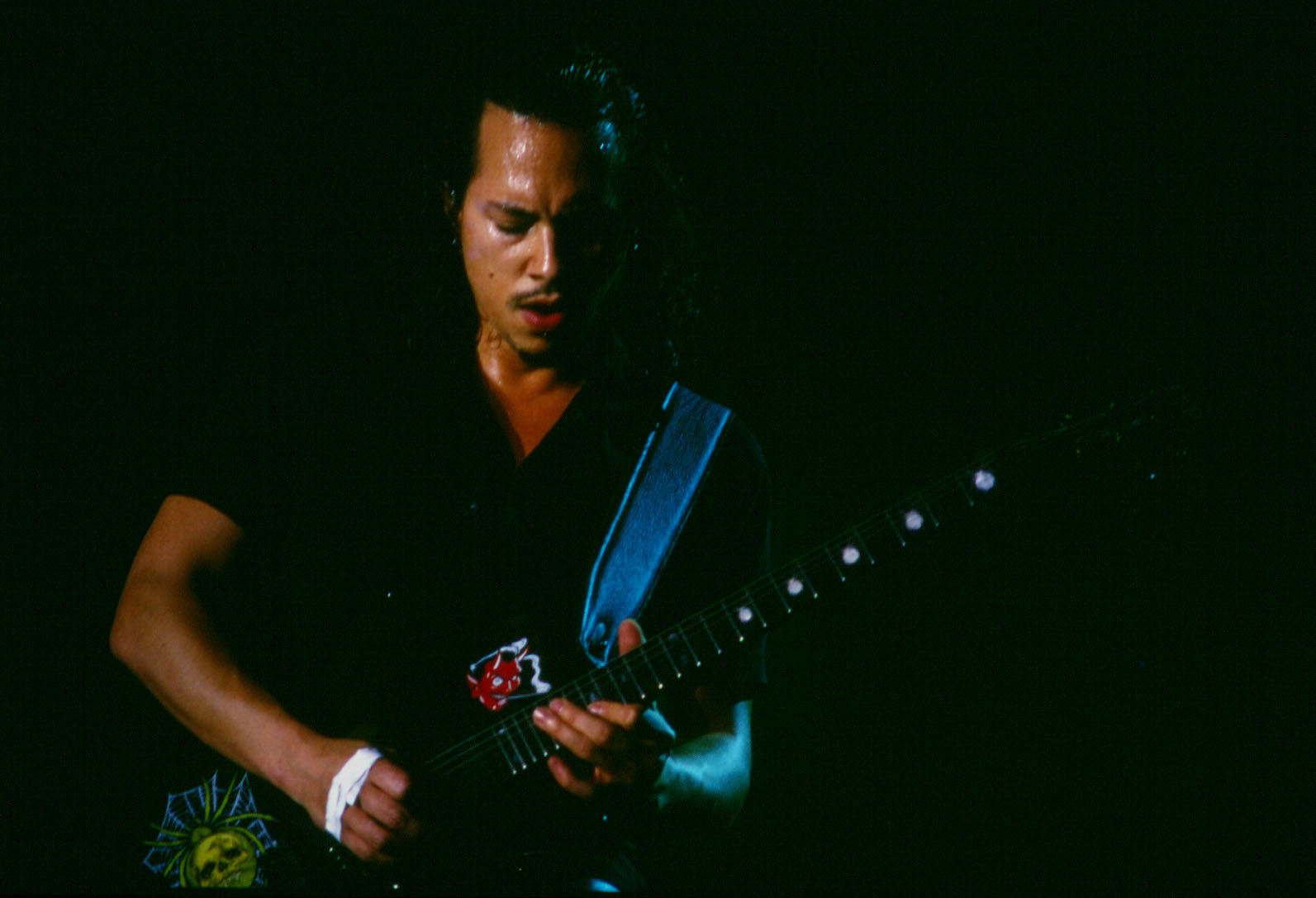
Кірк Гемметт виконує соло з «Master of Puppets» на концерті наприкінці 1990-х року

Згодом всі пісні альбому гурт виконував на своїх концертах, деякі з них на регулярній основі. Чотири композиції входили в сет-лист турне на підтримку альбому: «Battery» (як вступна), «Master of Puppets», «Welcome Home (Sanitarium)» і «Damage, Inc.» У 1990-х роках Metallica рідко виконувала матеріал з Master of Puppets, але до кінця десятиліття, після низки успішних концертів 1998-1999 років, композиції «Battery», «Welcome Home (Sanitarium)», «Damage, Inc.» і «Master of Puppets» знову стали часто фігурувати в сет-листах. Заголовна пісня, яка вийшла як сингл у Франції, стала одним з основних треків у репертуарі Metallica — музиканти виконували її більше, ніж будь-яку іншу. Під час концертних сесій публіка часто самостійно переспівувала основні вокальні відрізки пісні. Оглядач інтернет-видання Loudwire Чед Чайлдерс називав те, як гурт виконує «Master of Puppets», «лютим», а саму пісню центральним номером усього шоу. Журнал Rolling Stone назвав концертне виконання цієї пісні «класикою у всій її восьмихвилинній красі». У фільмі «Metallica: Крізь неможливе» для неї придумали спеціальний ефект — над сценою піднімалися білі хрести, що нагадують зображення на обкладинці альбому.
«Welcome Home (Sanitarium)» — другий трек альбому за частотою виконання на концертах. Часто під час його виконання використовуються лазери і піротехніка. Композиція «Battery» зазвичай фігурує як вступний трек або виконується під час викликів «на біс». «Disposable Heroes» з'явилась у відео-альбомі «Orgullo, Pasión, y Gloria: Tres Noches en la Ciudad de México» («Гордість, пристрасть і слава: Три ночі в Мехіко»). «Orion» — найменш використовувана композиція пластинки — однією з головних причин було те, що вона звучала на похоронах Бертона, у зв'язку з чим музиканти уникали виконувати її на концертах. Перше концертне виконання відбулося під час турне Escape from the Studio '06, коли в гурті вже грав Роберт Трухільо, і було пов'язане з ювілеєм альбому, який по такому випадку був відіграний цілком в середині шоу.

## Спадщина
Master of Puppets регулярно фігурує в списках найкращих альбомів у сучасній історії. Так, журнал Rolling Stone поставив цей запис на 167-ме місце в списку «500 найкращих альбомів усіх часів», а журнал Time включив його в аналогічний рейтинг «100 найкращих альбомів». За словами журналіста Time Джоша Тіренгіла, Master of Puppets підвищив популярність швидкої віртуозної гри у хеві-металі, водночас знизивши значення деяких її кліше. Редакція Slant Magazine присудила альбому 90-ту позицію в списку «100 кращих альбомів 1980-х років», відзначаючи, що Master of Puppets не лише найкращий запис гурту Metallica, але ще і найщиріший. У свою чергу, портал IGN назвав Master of Puppets найкращим записом усіх часів у жанрі хеві-метал; за словами авторів хіт-параду IGN, цей альбом став найкращим у гурту тому, що він «довів до досконалості все, з чим експериментував на ранніх записах», і саме в ньому «всі елементи зійшлися воєдино з чудовою злагодженістю». Ще одним журналіст Мартін Попофф також назвав Master of Puppets найкращим альбомом хеві-металу. 2006 року лонгплей посів четверте місце в голосуванні журналу Guitar World, а його заголовна пісня відзначився на 61-му рядку в рейтингу «100 найкращих гітарних соло» цього ж видання. Видання Total Guitar присудило треку «Master of Puppets» 7-ме місце у двадцятці найкращих гітарних рифів усіх часів. 2017 року лонгплей відзначився на 2-му місці списку «100 найкращих метал-альбомів усіх часів за версією редакції Rolling Stone, поступившись дискові Paranoid гурту Black Sabbath. Журнал Kerrang!  присвятив цьому альбому один зі своїх номерів, бонусом до якого йшов диск з каверами Master of Puppets: Remastered. Крім цього, альбом увійшов до альманаху «Тисяча і один музичний альбом, який варто прослухати, перш ніж ви помрете».
Master of Puppets став першим записом в жанрі треш-метал, що отримав «платиновий» статус. На початку 1990-х зростальна популярність цього жанру дозволила йому конкурувати з мейнстримнішим хеві-металом. «Велика четвірка» треш-металу (в яку разом з Metallica входили Anthrax, Megadeth і Slayer) регулярно збирала стадіони і займала серйозне місце в ротації на MTV, хоча як і раніше демонструвала скромні показники на мейнстрімному радіо. Згодом критики часто називали Master of Puppets найуспішнішим альбомом жанру, який протоптав дорогу його пізнішим представникам. За словами публіциста Крістофера Ноулза, цей диск «вирвав Metallica з андеґраунду і підніс її на вершину металу». Девід Гейтер з журналу Guitar Planet розцінював альбом як один з найвпливовіших записів в історії музики та еталон, за яким будуть оцінювати наступні альбоми металічного жанру. Представник MTV Кайл Андерсон висловлював схожу думку, заявляючи, що і через 25 років після випуску альбом залишився «абсолютною класикою». Карлос Рамірес з Noisecreep погоджувався зі своїми колегами, схарактеризувавши запис як один з найвпливовіших альбомів в історії хеві-металу.
Низка критиків розцінює 1986 рік як пік треш-металу — за невеликий період вийшли одразу кілька платівок, які стали класикою жанру: в цьому році, крім Master of Puppets, світ побачили Peace Sells... But Who's Buying? (Megadeth) і Reign in Blood (Slayer), а рік по тому — ще один класичний альбом, диск Among the Living гурту Anthrax. Того ж року журналісти охрестили ці колективи «Великою четвіркою треш-металу». Багато публіцистів розцінюють Master of Puppets як вершину творчості Metallica, в опитуваннях серед фанатів жанру і музичних критиків цей диск найбільш часто конкурує за лідерство з Reign in Blood. Частково суперництво виникає через контраст у підходах на цих альбомах — ускладненість Metallica проти швидкості Slayer. Історики гурту часто розглядають альбоми Ride the Lightning, Master of Puppets, і ...And Justice for All як трилогію, впродовж якої музика колективу прогресувала і ставала все витонченішою. 2016 року Бібліотека Конгресу США занесла альбом до списку «культурно, історично або естетично значущих» і внесений до Національного реєстру звукозапису, зробивши його першим метал-записом, який удостоївся такого вибору.
Багато музиканті записували кавер-версії на пісні з цього альбому. Цілу низку пісень з Master of Puppets виконав фінський квартет Apocalyptica, який грає метал на віолончелях. Американський прогресив-метал-гурт Dream Theater відіграв альбом на кількох своїх концертах, причому пісню «Damage Inc.» виконанли за участю вокаліста Napalm Death Барні Грінвея.

## Список композицій
Всі тексти написав Джеймс Гетфілд. Бонусні треки на цифровому перевиданні записано на концерті в Seattle Coliseum, Сіетл — 29 і 30 серпня 1989 року, згодом вони вийшли в рамках бокс-сету Live Shit: Binge & Purge (1993)
Автор слів Джеймс Гетфілд. 
| #     | Назва                          | Автор музики                    | Тривалість |
| ----- | ------------------------------ | ------------------------------- | ---------- |
| 1.    | «Battery»                      | Гетфілд, Ларс Ульріх            | 5:10       |
| 2.    | «Master of Puppets»            | Гетфілд, Ульріх, Бертон, Геммет | 8:35       |
| 3.    | «The Thing That Should Not Be» | Гетфілд, Ульріх, Геммет         | 6:36       |
| 4.    | «Welcome Home (Sanitarium)»    | Гетфілд, Ульріх, Геммет         | 6:27       |
| 5.    | «Disposable Heroes»            | Гетфілд, Ульріх, Геммет         | 8:16       |
| 6.    | «Leper Messiah»                | Гетфілд, Ульріх                 | 5:40       |
| 7.    | «Orion» (інструментальна)      | Гетфілд, Ульріх, Бертон         | 8:27       |
| 8.    | «Damage, Inc.»                 | Гетфілд, Ульріх, Бертон, Геммет | 5:32       |
| 54:53 |                                |                                 |            |

| Бонус-треки iTunes | Бонус-треки iTunes                                    | Бонус-треки iTunes |
| #                  | Назва                                                 | Тривалість         |
| ------------------ | ----------------------------------------------------- | ------------------ |
| 9.                 | «Battery» (Live in Seattle 1989)                      | 4:53               |
| 10.                | «The Thing That Should Not Be» (Live in Seattle 1989) | 7:02               |
| 1:06:35            |                                                       |                    |

## Учасники запису
Дані взято з буклету альбому. 
Metallica
- Джеймс Гетфілд – спів, ритм-гітара, соло на "Master of Puppets" і "Orion", продюсування
- Кірк Гемметт – соло-гітара, продюсування
- Кліфф Бертон – бас-гітара, продюсування
- Ларс Ульріх – ударні, продюсування
- Джейсон Ньюстед – бас-гітара, бек-вокал (бонус-треки на ремастерингу 2018 року)

Технічний персонал
- Флемінг Расмуссен – продюсер, звукоінженер
- Енді Вроблевскі – асистент звукоінженера
- Міхаель Вагенер – мікшування (в Amigo Studios)
- Марк Вілцак – асистент мікшера
- Майк Джиллайз – мікшування бонус-треків цифрового перевидання
- Джордж Маріно[en] – мастеринг, ремастеринг на перевидання 1995 року
- Майк Алаго – представник A&R

Оформлення
- Пітер Менш[en] – концепція обкладинки альбому
- Дон Бротігем – ілюстрації обкладинки
- Росс Галфін – світлини
- Ріх Ліконг – світлини
- Роб Елліс – світлини

## Чарти
| Чарт            | Найвища позиція |
| --------------- | --------------- |
| Австралія       | 33              |
| Бельгія         | 94              |
| Велика Британія | 41              |
| Німеччина       | 31              |
| Іспанія         | 52              |
| Канада          | 52              |
| Мексика         | 66              |
| Нідерланди      | 17              |
| Нова Зеландія   | 33              |
| Норвегія        | 30              |
| США             | 29              |
| Фінляндія       | 7               |
| Франція         | 111             |
| Швеція          | 14              |
| Швейцарія       | 18              |

| Чарт (1986)                        | Позиція |
| ---------------------------------- | ------- |
| США Billboard 200                  | 87      |
| Чарт (2015)                        | Позиція |
| США Top Catalog Albums (Billboard) | 13      |
| Чарт (2016)                        | Позиція |
| США Top Catalog Albums (Billboard) | 11      |

### Сертифікація
| Країна          | Статус        |
| --------------- | ------------- |
| Велика Британія | Платиновий    |
| Італія          | Золотий       |
| Канада          | 6× Платиновий |
| Нова Зеландія   | Платиновий    |
| США             | 6× Платиновий |
| Фінляндія       | Платиновий    |